# Korwety rakietowe projektu 21631
Korwety rakietowe projektu 21631 (typu Bujan-M, ros. «Буян-М») – rosyjskie korwety rakietowe z początku XXI wieku, klasyfikowane oficjalnie jako małe okręty rakietowe. Przeznaczone do zwalczania okrętów nawodnych i celów brzegowych. Budowane dla Marynarki Wojennej Rosji.

## Historia
Małe okręty rakietowe projektu 21631 (Bujan-M) stanowią rozwinięcie konstrukcji małych okrętów artyleryjskich projektu 21630 (typu Bujan), skonstruowanych na początku XXI wieku dla Marynarki Wojennej Rosji specjalnie dla Flotylli Kaspijskiej, operującej na zamkniętym Morzu Kaspijskim. Wymaganiem postawionym dla nich była możliwość działania zarówno na wodach morskich, jak i płytkich wodach przybrzeżnych i żeglownych odcinkach rzek. Okręty typu Bujan przeznaczone były do wsparcia ogniowego oddziałów lądowych w czasie operacji w rejonach przybrzeżnych. Zlecenie na ich opracowanie otrzymało na przełomie XX i XXI wieku Zielenodolskie Biuro Konstrukcyjno-Projektowe z Zielenodolska w Tatarstanie, położonego nad Wołgą. Głównym konstruktorem był J. Kusznir. Zbudowano tylko trzy okręty projektu 21630, przy czym budowę pierwszego („Astrachań”) rozpoczęto w 2004 roku, a wszedł on do służby w 2006 roku. Zrezygnowano z planowanej budowy serii 10 okrętów, gdyż uznano, że Bujany, uzbrojone z broni ofensywnej tylko w armatę kalibru 100 mm i wyrzutnie niekierowanych pocisków rakietowych Grad, mają zbyt ograniczone możliwości bojowe, a realne jest znaczące wzmocnienie ich potencjału bojowego.
Już w sierpniu 2003 roku zdecydowano zaprojektować na bazie typu Bujan okręty uzbrojone w pociski manewrujące rodziny Kalibr-NK, oznaczone jako typ Bujan-M. Klasyfikowane oficjalnie były jako małe okręty rakietowe (ros. małyj rakietnj korabl – MRK). Nowy projekt o numerze 21631 został nieco powiększony – długość wzrosła z 62 do 74,1 m, a szerokość z 9,6 do 11 m, co pociągnęło wzrost zanurzenia o nieco ponad pół metra i wyporności z 560 do 949 ton. Projektantem nadal było biuro w Zielenodolsku, a głównym konstruktorem pozostał J. Kusznir. Tym razem przetarg na budowę serii okrętów wygrała 17 maja 2010 roku stocznia rzeczna Zielenodolskij Zawod im. A. M. Gorkiego, również w Zielenodolsku. 26 maja tego roku Ministerstwo Obrony Rosji zamówiło budowę prototypu, po czym zamówiło dwie pary okrętów w 2011 i 2012 roku, a następnie dalsze jednostki.
Stępkę pod budowę prototypu „Grad Swijażsk” położono 27 sierpnia 2010 roku, a wodowano go 9 marca 2013 roku. Jeszcze przed jego wodowaniem rozpoczęto budowę czterech dalszych. Pierwsze pięć okrętów weszło do służby w latach 2014–2015. Cztery kolejne okręty zamówiono 25 grudnia 2013 roku, a ostatnie trzy 7 września 2016 roku.

## Opis
Architektura okrętów ukształtowana jest zgodnie z nowymi trendami redukowania pól fizycznych okrętów (trudnowykrywalności), co przejawia się w nadbudówce płynnie przechodzącej w kadłub i powierzchniach bocznych nadbudówki i kadłuba załamywanych pod różnymi kątami. Dziobnica jest wychylona pod dużym kątem, a wręgi na dziobie są szeroko rozwarte. Pokład dziobowy jest podniesiony, po czym przechodzi w nadbudowę, zajmującą całe śródokręcie, a linia załamania między burtami a nadbudową schodzi płynnie do pokładu rufowego. Na dziobie znajduje się armata w wieży również ukształtowanej zgodnie z wymogami trudnowykrywalności. Z przodu nadbudówki, o pochyłej przedniej ścianie, znajduje się szeroki przeszklony zakryty mostek. Na dachu nadbudówki jest maszt o konstrukcji skrzynkowej z pochylonymi ścianami, stanowiący podstawę pod stację radiolokacyjną w półkulistej dielektrycznej osłonie oraz inne anteny. W tylnej części nadbudówki mieści się blok ośmiu pionowych wyrzutni pocisków rakietowych.
Wyporność okrętów projektu 21631 wynosi 949 ton (bez bliższego określenia). Długość wynosi 74,1 m, szerokość 11 m, a zanurzenie 2,6 m. Zanurzenie to jest stosunkowo niewielkie i umożliwia operowanie na płytszych wodach. Załogę stanowi 52 ludzi.

### Uzbrojenie
Zasadnicze uzbrojenie okrętów projektu 21631 stanowi ośmiokomorowa pionowa wyrzutnia, służąca do wystrzeliwania przede wszystkim pocisków woda-woda/woda-ziemia Kalibr-NK, z ośmioma pociskami. Mogą być stosowane także pociski innych typów, np. woda-woda P-800 Oniks. Przeciwlotnicze uzbrojenie rakietowe stanowią tylko dwie wyrzutnie pocisków przeciwlotniczych 3M47 Gibka dla pocisków bardzo bliskiego zasięgu samonaprowadzających się na podczerwień 9M39 Igła. Każda wyrzutnia ma cztery pociski.
Uzbrojenie artyleryjskie składa się z jednej automatycznej armaty uniwersalnej kalibru 100 mm A-190. Uzbrojenie przeciwlotnicze i przeciwrakietowe stanowi jeden zestaw artyleryjski obrony bezpośredniej AK-630M2 Duet z dwoma 6-lufowymi armatami rotacyjnymi kalibru 30 mm. Uzbrojenie uzupełniają dwa karabiny maszynowe kalibru 14,5 mm MTPU.

### Napęd
Napęd stanowią cztery silniki wysokoprężne o mocy łącznej 14 800 KM. Napędzają one dwa pędniki wodnostrumieniowe. Prędkość maksymalna wynosi 25 węzłów. Zasięg określany jest na 2500 mil morskich przy prędkości 12 w.

## Służba
W nocy 6/7 października 2015 roku trzy okręty typu Bujan-M: „Grad Swijażsk”, „Uglicz” i „Wielikij Ustjug” oraz fregata „Dagiestan” zadebiutowały bojowo, wystrzeliwując z Morza Kaspijskiego pociski Kalibr na cele Państwa Islamskiego w Syrii, powtarzając ostrzał 20 listopada 2015 roku.